# Vágtapolca
Vágtapolca (1899-ig Teplicska, szlovákul Teplička nad Váhom) község Szlovákiában, a Zsolnai kerület Zsolnai járásában.

## Fekvése
Zsolnától 3 km-re keletre, a Vág jobb partján fekszik.

## Nevének eredete
Neve a szláv tepl (= meleg) melléknévből ered és meleg víz forrásaira utal.

## Története
A határában emelkedő Stráník-hegyen már a kőkorszakban is volt emberi település. A bronzkorban a lausitzi kultúra, majd a puhói és a hallstatti kultúra települései álltak itt.
A települést 1267-ben „Toplucha” alakban említik először. Plébániája 1300-ban már állt. 1332-ben „Toplisa” néven találjuk. 1403-ban a zsolnai német jog alapján telepítették be. 1420-ban Luxemburgi Zsigmond az uradalommal együtt Dersffy Szaniszlónak adományozta és a 16. század végéig a család birtoka maradt. Ők építették a település kastélyát is. 1438-ban „Teplicza”, 1598-ban „Theplicza” néven szerepel a korabeli forrásokban, ekkor 55 ház állt itt. Óvár, majd Sztrecsény várának uradalmához tartozott. A 17. században a Wesselényi család birtoka és a sztrecsényi uradalom központja lett, majd később a kiterjedt teplicskai uradalom központja.
A háromtornyú Wesselényi-kastélyban kezdődött a Wesselényi-féle összeesküvés. Buda töröktől való visszavétele után a lengyel származású gróf Johann Jakob Löwenburg birtoka lett a község. Ő építtette a templom lorettói kápolnáját, ahol Wesselényi Ferenc nádor első feleségének maradványait elhelyezték. Halála után veje, gróf Windischgrätz követte őt a birtoklásban. 1720-ban 2 malma és 12 adózója volt. 1737-ben a falu hetipiac és vásártartási jogot kapott. Szövőgyárát 1767-ben alapították. A kastélyt (is) a Windischgratz család építtette át a 18. század második felében. 1784-ben 111 házában 141 családban 728 lakos élt.
A 18. század végén Vályi András így ír róla: „TEPLICZE. Tót Mezőváros Trentsén Várm. földes Ura Gróf Illésházy Uraság, lakosai katolikusok, ’s Szent egyháza Sz. István Királynak emlékezetére szenteltetett, fekszik Budetinyhez nem meszsze, ’s az Uraságnak kastéllyával díszesíttetik; határja termékeny, réttye, legelője, fája van, fabrikája pedig nevezetesíti.”
1828-ban 103 házában 873 lakos élt, akik főként mezőgazdasággal, erdei munkákkal, fafeldolgozással, kézművességgel, szeszfőzéssel foglalkoztak.
Fényes Elek 1851-ben kiadott geográfiai szótárában így ír a településről: „Teplicz, (Teplicza), tót m. v. Trencsén vgyében, 3 fertálynyira Zsolnától: 899 kath., és 7 zsidó lak. Ékesiti az uraság kastélya 1 kápolnával együtt, mellyben nyugosznak Bosnyák Sophia, Vesselényi Ferencz nádor jótéteményeiről hires, és 1644-ikben meghalálozott hitvesének hamvai. Továbbá van itten kath. paroch. templom, és még 3 kápolna. Földe a Vágh mellett termékeny, fája elég, rétjei igen jók, lakosai ezen kivül vászon szövésből, kézi mesterségekből és pálinka-főzésből táplálják magokat. Papiros-malma meglehetős papirost készít. Vásárjai nem nevezetesek. Posztó-gyára elenyészett. F. u. Sina György.”
1858. január 15-én a falut földrengés rázta meg, melyben a házak többsége megrongálódott. Határában egykor melegvíz-források törtek fel, erre emlékeztet a község címere is, mely fürdő nőalakot ábrázol. A forrásoknak mára nyoma sem maradt. A trianoni békéig Trencsén vármegye Zsolnai járásához tartozott.
1925-ben üveggyár kezdte meg működését. 1980 és 1991 között Zsolna városához tartozott.

## Népessége
| Év:            | 1994. | 2004.   | 2014.    | 2024.   |
| -------------- | ----- | ------- | -------- | ------- |
| Emberek száma: | 3275  | 3413    | 4040     | 4389    |
| Eltérés:       |       | +4,21 % | +18,37 % | +8,63 % |

| Év:            | 2023. | 2024.   |
| -------------- | ----- | ------- |
| Emberek száma: | 4406  | 4389    |
| Eltérés:       |       | -0,38 % |

1910-ben 1084, túlnyomórészt szlovák lakosa volt.
2011-ben 3754 lakosából 3603 szlovák volt.

## Nevezetességei
- Központjában áll a 16. századi késő reneszánsz négy saroktornyos Sina-kastély. A kastélyt a 16. század végén a Dersffy család építtette. A 17. század második felében és a 18. század második felében bővítették. Windischgrätz gróf a kastély mellett gazdasági épületeket emeltetett és ezekben gyolcs- és gyapjúüzemet alapított. Tőle a genovai köztársaság vette meg a kastélyt, majd az olasz Solignac grófé lett. Ezután Sina György báró vette meg és a 19. század közepén Sina Simon volt a birtokosa.
- Szent Kereszt Felmagasztalása tiszteletére szentelt római katolikus temploma 1589-ben épült reneszánsz stílusban. 1750-ben barokk stílusban építették át, 1926 és 1928 között bővítették. Templomának lorettói kápolnájában őrzik Wesselényi Ferencné Bosnyák Zsófia koporsóját, akit szentként tisztelnek. A sír búcsújáróhely. A sír eredetileg Sztrecsény várában volt, de amikor ennek új tulajdonosa lett, a Wesselényi család hamvait eltávolította, ekkor hozták át a falu templomába. Bosnyák Zsófia földi maradványait egy zsolnai illetőségű férfi 2009. április 1-jén felgyújtotta.[5] A maradványokat április 26-án engesztelő szentmise keretében üvegurnában helyezték vissza a kápolnába.[6]